# فولینگ
فولینگ (نام علمی: Wolfiporia extensa) نام یک گونه از راسته تاقچه‌ای‌قارچ‌سانان است.